# レッスルエンジェルス
『レッスルエンジェルス』（Wrestle Angels）は、1992年2月15日にPC-9800（MS-DOS）用ゲームとして第1作が発売された、コンピュータゲームである。
株式会社グレイト（GREAT）広島開発室（通称PLUM）から発売され、ジャンルはハイパーアクションプロレスカードゲーム。GREATのみならず、KSS、サクセスなどから続編発売、あるいはリニューアルもされた。

## ラインナップ

### グレイト
SPECIALは18禁指定。
- レッスルエンジェルス
- レッスルエンジェルス2 トップイベンター
- レッスルエンジェルス3
- レッスルエンジェルススペシャル もうひとりのトップイベンター

### KSS
一般向けのPC用ゲーム。
- レッスルエンジェルスV1
- レッスルエンジェルスV2
- レッスルエンジェルスV3

### 家庭用機
家庭用ゲーム機への移植作など。
- スーパーレッスルエンジェルス（イマジニア、SFC）
- レッスルエンジェルス ダブルインパクト（NECホームエレクトロニクス、PCE）
- レッスルエンジェルス サバイバー （SUCCESS、PS2）
- レッスルエンジェルス サバイバー2 （TRYFIRST、PS2）

## 作品解説
レッスルエンジェルスシリーズはカードゲーム形式でバトルを行う女子プロレスゲーム。
当初は成人向けゲームを作っていたグレイトからの発売で水着剥ぎデスマッチが存在していた。
3作目は団体経営要素を取り入れて話題を呼び、家庭用に移植されるなどした。
なお、コンピュータソフトウェア倫理機構（通称ソフ倫）によって18禁と審査されているのは4作目となるSPECIALだけである。1作目はソフ倫発足前であり、2作目、3作目はパッケージにソフ倫審査済みシールが貼られてはいるものの年齢制限はついていない。

### 解答集
SPECIALまでのGREATによるレッスルエンジェルスシリーズでは、アリスソフトなど、当時のいくつかのパソコンゲームメーカー同様、ゲームを購入後に専用紙に必要事項を記入し、金銭とともに郵送することで小冊子と、おまけのディスクが入手できるようになっていた。
解答集にはゲームのフローチャートやデータなどの他、スタッフの雑記などが収められており、3の際には62Pほどの厚さに達していた。
また、1–3までの解答集は週刊レッスルというプロレス雑誌を意識したつくりになっており、ゲームに登場したキャラクターのその後などを、プロレス雑誌の記事風に紹介していた。
解答集を初出とするキャラクターの中には『3』に登場した斉藤彰子やサンダー龍子がおり、その後の漫画化の際にも活躍したものも少なくない。

## メインスタッフ
- システム、シナリオ、キャラクターデザイン、グラフィック:松永直己
- キャラクターデザイン、シナリオ:反事象桂林
- キャラクターデザイン、グラフィック:斎藤なつき
- プログラマー:Y.ABE

## レッスルエンジェルス
1992年2月15日に発売された第一作目。
プレイヤーは若手8人の中から5人の選手を選んでチームを組み（実質的な主人公とされているマイティ有希子を外す事も可能だが、彼女を主人公とした絵しか用意されていないため、シナリオ上の齟齬が生じる）、その中から3人を出して3VS3のバトルを行い先に2勝すれば勝ち抜け、次のステージへと進める。シングルマッチや、タッグマッチになる事もあり、その場合はそれぞれの試合開始前まで戻される。
試合に勝利することで得られるポイントを消費して選手を強化する。負けた場合も少量のポイントが貰える。試合の前後に会話がある相手がおり、勝利後にその相手が持っている技を一つ習得する事ができる。節目の試合では水着剥ぎデスマッチとなり、負けた選手の脱衣CGが表示される。
おまけディスクでは、本編のセーブデータを読み込んでダークスターカオス率いるチームと5vs5の勝ち抜き戦を行う後日談もある。

### あらすじ
IWWFアジアヘビー級王者のパンサー理沙子は、『新日本女子プロレス』のトップに君臨し続けていた。
そこへ、レッスルエンジェルスと呼ばれる5人の少女たちが、彼女を倒して世界ヘビー級王座であるアテナ・クラウンを手に入れるべく、戦いを挑む。
彼女らはパンサー理沙子率いる正規軍を打ち破り、メキシコなど世界中を駆け巡る。
メキシコではエム サンドこと、かつてのパンサー理沙子のライバル・ブレード上原と出会い、試合後にメンバー入りを希望される（ここで上原を加入させると1人外す事となる。後日、チームを外されたメンバーはこの件の遺恨から、元々の上原の枠と入れ替わる形で敵として登場する）。
その後も順調に勝利を重ね、ついに主人公はIWWFヘビー級王座に挑まんとするが、王者のはずのレミー・ダダーンはすでにビューティ市ヶ谷にベルトを奪われた後だった。
主人公は市ヶ谷の抜け駆けに怒るが、その市ヶ谷は謎の覆面レスラー、ダークスターカオスに敗れあっさりベルトを失う。
その後、主人公はアテナ・クラウンへの挑戦権をかけたリーグ戦のアテナクライマックスに挑み優勝する。晴れてIWWFヘビー級王座のタイトルマッチでダークスターカオスを倒して念願のアテナ・クラウンを手にする。
解答集では、その後の展開として、マイティ祐希子の世界ヘビー防衛戦や、菊池理宇のIWWF世界jrヘビー級王座獲得。新女制圧を目論む斉藤彰子と南利美による異種格闘技戦などのエピソードが描かれている。

## レッスルエンジェルス2
『2』では、武藤めぐみと結城千種の二人の主人公から一人を選んで育成する。1シリーズ5試合を行い、最終戦が水着剥ぎデスマッチとなる。マルチシナリオ形式で、途中のプレイヤーの選択や試合の勝敗によっていくつかの分岐が存在するが、エンディングは1種類である。主人公二人がライバルとしてお互いを意識してそれぞれ頂点を目指す青春モノのストーリーは高く評価された。
キャラクターの育成システムが変更になり、試合後に得られるポイントを消費して能力値の成長と技の取得を一括で行う形式となった。好きな技を任意のタイミングで覚えられるようになり、育成の自由度が上がっている。前作の攻撃値は攻撃・防御に分けられ、基礎能力も別枠になった。この育成システムは家庭用移植作品を含めた続編に改良されつつ引き継がれ、SPECIALまで続いた。能力値と所持技数を総合した評価値が設定され、選手の強さの目安がわかるようになった。また、PC版では基本的なBGMもV3まで引き継がれている。

### あらすじ
STAGE1
新日本女子プロレスに入団した武藤めぐみと結城千種はある日社長に呼び出され、念願のプロレスデビューを果たす。試合を重ねて成長した二人は、アニー・ビーチを倒し、メキシコ遠征のチャンスを手に入れる。メキシコでは、団体のエースであるチョチョ・カラスが持つメキシコヘビー級のベルトに挑戦する事になる。
なお、ここで遠征を断った場合、メキシコと対になるような日本での試合はなく、そのままSTAGE2へ直行する。
STAGE2
一方、ビューティ市ヶ谷は新日本女子プロレスを抜け、南利美、小川ひかるらを連れてJWI（ジャパンレスリングオブ市ヶ谷）を旗揚げする。めぐみと千種もそれぞれ新日本女子とJWIに別れお互い別の道を歩み始める。新日本女子の菊池理宇および、JWIの小川ひかるというジュニアヘビーの強豪を撃破するまでに二人は成長する。
STAGE3
そんな時、JWIは市ヶ谷のわがままにより新日本女子プロレスとの対抗戦に持ち込まれ、それぞれの信念に従い異なる団体を選んだ二人が再び同じリングに上がることになった。そして、二人はついにリング上で邂逅しお互いの力をぶつけ合う。その後、団体対抗のイリミネーションマッチ（勝ち抜き戦）が行われ、続いて市ヶ谷と祐希子による頂上対決が行われ、激戦の末に祐希子が勝利、市ヶ谷は捨て台詞を残して引退する。
STAGE4
会社からアメリカ留学を打診された主人公は、アメリカへと旅立つ。アメリカで戦う主人公は、その実力を評価されザ・USAからタッグベルトを奪取するためのパートナーにならないかと誘いをうけるまでに成長する。そんな折、主人公の下に日本から知らせがとどき、帰国することになる。
STAGE5
帰国した主人公は、リリィ、コリィ・スナイパー姉妹によるタッグチーム、スナイパーシスターズに敗れてマイティ祐希子・ボンバー来島組が失った世界タッグ王座を奪還するために、ボンバー来島に変わってマイティ祐希子と組んでスナイパーシスターズに挑戦することになる。
しかし、それを快く思わないボンバー来島の挑戦を受け、IWWFアジアヘビーベルトをかけてボンバー来島と試合を行う事になってしまう。試合後ボンバー来島と和解した主人公は、マイティ祐希子とともにスナイパーシスターズからIWWF世界タッグベルトを勝ち取る。これらの活躍でますます評価を上げた主人公は、ついにマイティ祐希子の持つ世界ヘビー級のベルトに挑戦することとなる。まぐれか実力か、主人公はなんとかこの試合に勝利する。その試合を見つめていたライバルは、開いた主人公との実力の差に意気消沈し、忽然と姿を消してしまう。
STAGE6
ある日、主人公は世界ヘビー級ベルトの防衛で敗北し、ベルトを失う。
そこへ、アメリカ遠征時にジムで居合わせたジェナ・メガライトが新たな王者になったという知らせが届く。筋力、体力ともに優れ、スープレックスを得意とするジェナ・メガライトを何とか退けた主人公は、今度は世界ヘビー級タッグを賭けて試合を行うことになる。ジェナはタッグパートナーとして引退したはずのビューティ市ヶ谷を連れてくる。
しかし、その前哨戦ともいえる試合でマイティ祐希子が足を骨折して負傷、試合不能となる。主人公がタッグパートナー不在の状況で悩む中、IWWFヨーロッパヘビー級ベルトを獲得して帰ってきたかつてのライバルが現れる。こうして結成された武藤めぐみと結城千種のタッグチームはメガライト、市ヶ谷組を打ち破り、世界タッグを見事勝ち取る。

## レッスルエンジェルス3
1993年10月15日に発売された第3作目。団体経営モードを搭載し経営シミュレーション要素を取り入れて発売された。3人まで同時にマルチプレイやデータ交換が可能。プレイヤーが何人の時でも必ず新日本女子プロレスがCPU操作のライバル団体として登場する。
水着剥ぎデスマッチが廃止され、よりソフトな写真集が追加された。しかし、当時としては一般向けも含めて非常に斬新だった経営システムはギャルゲーファン以外のプロレスファンにも高い評価をうけ家庭用へと移植されることになる。
団体経営SLGのためにストーリーはないが、時代設定はレッスルエンジェルス2の作品期間中となっている。このため、解答集に掲載されているプロレス記事風の読み物も2掲載のものより前の時期を扱ったものになっている。
プレイヤーには3000万円の資金が与えられ、ゲーム中ではAPと呼ばれるポイントに換算されている。このポイントを使用して選手のスカウトや、外国の団体と提携を行い、6人以上の選手を集めて団体を旗揚げ。日本全国で興行を行ってポイントを稼ぐ事になる。ゲームを始めた時には無名の団体であり権威や人気がない。地道に団体の人気を上げていく過程で数々のイベントが起こる。その他にも組織行動や、それによる収益獲得が重要となる。
自団体の選手が新日本女子プロレスの所有するIWWFアジアヘビー級のベルトを奪取すると、IWWF世界ヘビー王者のクリス・モーガンが殴りこんでくるため、所属選手がそれに勝利してベルトを奪取することでエンディングを迎える。
2ではどの能力も一律のポイントで上げられたが、3では基礎能力の数値によって対応した攻撃値を上げる為に必要なポイントが変化するようになり、攻撃値を高くするのが難しくなった。また、評価値が上がるとその選手はAPを得にくくなり、貯める事ができるAPの上限も下がる。攻撃値を最大まで上げる為には多くのAPが必要になるが、初期評価値が低い選手（主に新人など）は評価があまり上がらないうちに集中的に上げる事で最大まで到達させやすいので最終的には有利である。
技の難易度を変更できるようになり、技習得の自由度が上がった。また、必殺技名の変更ができるようになり、よりキャラクターの個性を打ち出せるようになった。なお、必殺技に指定している技は、通常技として使用した時も名前が変更される。どの技もダウンしている相手には決まりやすいが、一部の技には返し技や自爆が設定されており攻撃側がダメージを受けたり強制フォールされるものもある。また、一部の技には使用条件があり、プランチャーや鉄柱・イス攻撃は場外、ミサイルキック・ギロチンドロップ・ムーンサルトプレスはロープ際でないと使えない。
本作で使用された技グラフィックはV3まで新しい技が追加されつつ、同じ物が使われている。
また本作とリメイク版であるSUPERレッスルエンジェルスのみ、団体経営モードの中で、選手を覆面レスラーにできる機能が存在する。
3解答集によれば、社内では当初レッスルファイトと呼ばれる試合形式を拡張し、さまざまなルールでの試合を楽しめる作品となる予定であったというが、これまでの個人を描いた作品から団体を描いた作品にしたいということで団体経営要素を入れることになったという。
登場キャラとして、これまでのシリーズに登場していたキャラに加え、徐々にブームを迎えつつあった女子プロレスの対抗戦を意識して、全日本女子プロレスのレスラー(アジャ・コング、北斗晶、豊田真奈美、井上京子)、LLPWのレスラー(紅夜叉)等をもじったキャラが存在した。
パッケージイラストでは金森麗子が大きくピックアップされており、初期能力も新人の中では高く、続編にも登場するなど実質的な主人公扱いとなっている。

## レッスルエンジェルスSPECIAL
レッスルエンジェルスSPECIALはシリーズ初の18禁タイトルで、HDD専用ソフト。プレイヤーは主人公（デフォルト名：大高はるみ）を育成する。2同様1シリーズ5試合を行い、最終戦は水着剥ぎデスマッチが復活している。
これまでの作品同様、18禁要素は水着剥ぎデスマッチ後の脱衣シーンのみ。露出は乳首までで性器などのモザイクが必要な描写もないなど、18禁指定の作品としてはソフトな物となっている。
2に比べ主人公作成の自由度が高く、名前や出身地なども自由に変更できる。初期能力値もすべてが最低値（攻撃値のみ2から）の状態から規定のポイントを振り分けて強化することになっている。
本編の分岐選択によって主人公の立場が変化するため、ストーリーもその都度異なる。マルチエンディング方式を採用しているが、基本的にバッドエンドは存在しない。なおライバルキャラクターとして登場するジャニス・クレアは、初登場時の能力は平凡そのもので見るべき点は無いに等しい。しかしプレイヤーが育てた主人公の能力をベースにして成長していく特性があり、最終的には各団体のエースクラスをも上回る能力を身に付ける。だが、なぜかエキシビジョンマッチ用のシステムデータではお互い全く別のタイプのパラメータ設定になっている。
試合のシステムなどはこれまでの作品と基本的に同じだが、勝利時、敗北時に選手のコメントが挿入され、専用の勝ちグラフィックが表示されるようになったほか、以前の作品では打撃技扱いだった技が打撃技とパワー技に分けられ、能力値に器用度が追加された。
後発のFM TOWNS版はCD-ROM媒体となり、特定のイベント時のみ声優によるボイスが再生される。

### あらすじ
ブレード上原が社長兼選手をつとめるインディー団体太平洋女子プロレスに入団した主人公は、順調に成長してジョディ・ビートンを撃破、海外留学を行うまでに成長する。
帰国後、同じ団体の有望株である金森麗子を倒した主人公だが、その元に団体消滅の知らせが入る。
所属団体が消滅したことにより衝撃を受けた主人公は師匠であるブレード上原についていくか、新日本女子プロレスへ入団しなおすか、フリーとしてやっていくのか選択を迫られるのだった。
そしていつしか新日本女子プロレスのリングで戦うようになっていた主人公は、二度目の海外遠征に出る。遠征先で、かつての師匠である上原の新団体、極東女子プロレス旗揚げを知ったことで主人公は極東女子プロレスに参加すべきかを思い悩む。
その後帰国し、順調に成長を続ける主人公は、かつて海外遠征で知り合い、その後も交流のあったライバル、ジャニス・クレアとIWWF世界ヘビー級王者を賭けた最終決戦に挑むのだった。

### TOWNS版キャスト
- 主人公(大高はるみ) - 嶋方淳子
- ジャニス・クレア - 野田順子
- ブレード上原 - 奥島和美
- マイティ祐希子／サンダー龍子 - 住友優子
- キューティ金井 - 中山真奈美
- 結城千種 - 山崎和佳奈
- 武藤めぐみ - 高木真砂子
- ビューティ市ヶ谷 - 新山志保
- 菊池理宇 - 丹下桜
- 斎藤彰子 - 今井理恵
- パンサー理沙子／ナレーション - 住友七絵
- ファウルチップ服沢 - 太田真一郎
- プロモータ・メキシコ - 紅川史生
- プロモータ・ヨーロッパ - 沼出裕介
- プロモータ・カルガリー - 増谷康紀

## レッスルエンジェルスV1
1995年8月25日にKSSからPC-9800（MS-DOS）用に発売。1の主人公マイティ祐希子の新日本女子プロレス入門前から始まる1のリニューアル作品。1の時には薄かったストーリー性が大幅に補完された。1では選択可能なメンバーなら誰でも主人公になれたが、本作の主人公は祐希子に固定されている。理沙子以前の新女のエースで、祐希子が新女に入団する切っ掛けとなるドラゴン藤子や、祐希子の同期レスラーには山田遥、小沢佳代、チェルシー羽田などの新たな登場人物が追加されている。入場シーンやテーマ曲、パフォーマンスなどの試合を盛り上げる演出も追加された。また、キャラクターデザインが変更されている。なお、水着剥ぎデスマッチは廃止された。
育成要素が変更され、練習相手を選んでメニューをこなすことで成長するようになった。練習相手によっては選べない項目があったり、相手の得意分野では多くの経験値が稼げるなどの特徴がある。道場での練習相手の選択パートでは寮、フロント、町にも移動可能で、そこにキャラクターがいる場合は日常会話イベントを見ることができる（本筋には影響なし）。各キャラには好感度が設定されており、一緒に練習する事などで上昇する。
試合中の画面はプレイヤー（エキシビジョンマッチでは青コーナー）側の選手から見た視点になり、立ち位置に合わせた背景や相手の選手が表示されるようになっている。技の絵の背景に「ワアアアアア」と漫画的な書き文字が表示されたり、フォールをギリギリのカウントで返すと「重低音ストンピング（ボルテージの上がった観客が床を踏み鳴らす行為）」が入ったりなど、会場の雰囲気を重視した作りになっている。本作のみの特徴として、試合中はBGMが流れず、技の打撃音や関節を絞める音、観客の歓声などのSEのみのシンプルな物となっている。

## レッスルエンジェルスV2
1995年12月22日にKSSからPC-9800（MS-DOS）用に発売。同じく2のリニューアル作品。ストーリーは2とほぼ同様。理沙子は引退して会社の運営に回っている（ちなみに顔が異常に濃くなっており、別人のように見える）が、ほとんどの登場人物はV1から継続して登場。めぐみ達が生活する寮の寮長である越後しのぶを始め、キューティー金井、富沢レイ、永原ちづる等のお馴染みの登場人物が出揃って一気に賑やかになった。
システム面ではトレーニング画面等のレイアウトの変更、マッチメイク画面の追加、試合前の入場デモをスキップ可能、システム設定画面の追加、試合中の実況表示の高速化等、色々な改良がなされている。旧作と同じように試合中にBGMが流れるようになり、関節技の音は廃止された。
試合形式にKOルール（V3では「キャッチスタイル」とも表記されるが、本来はKOルールの事を指す言葉ではない）が追加された。このルールを使用した場合フォールができなくなり、体力が減ってくるとダウンして10カウントでKOとなる。起き上がるとダウン回数を示すカウンターが点灯するが、ダウン回数での強制的なKOはない。なお、投げ技などではダウン扱いにはならない。

## レッスルエンジェルスV3
1996年5月24日にKSSからPC-9800（MS-DOS）用に発売。Vシリーズの集大成的な作品。旧作のリニューアルではなく、オリジナルストーリー。プレイヤーは後継者3人の主人公（元気で明るいストリートバスケ少女・木村華鳥、騒動が好きなトラブルメーカー・草薙ひよこ、日英ハーフの外交官令嬢・ソニア稲垣）から一人をマイティ由希子の弟子として選んで育成していく。SPECIALと内容は違うがその流れを汲んでおり、師弟関係が描かれている。本作でSPECIAL以降のストーリーが初めて明かされることになる。
選手の世代交代が進み、V1からの国内ベテラン勢は引退。祐希子の同期も小沢佳代が引退している。
ちなみに、主人公達の名前の元ネタはSMAPである。木村華鳥は苗字と名前が両方とも元ネタの苗字になっている。草薙ひよこは文字を変えている。

## SUPERレッスルエンジェルス
1994年12月16日にイマジニア（現・ロケットカンパニー）からスーパーファミコン用に発売された、3の移植作品。経営要素が強化されたが写真集は廃止されている。また、興行を打つ際に選べる会場が減っており、プロレスファンになじみの深い大田区体育館などが削除されていたり、選手スカウト時の一枚絵が簡略化されているので、PC版を知らないとキャラクターのバックグラウンドや話す台詞の意味がわからないなどの不満の声があったが、PCゲームをプレイしない層にレッスルエンジェルスの名を広めた意義は大きい。
金森麗子がヴィーナス麗子になっている等、一部レスラーのリングネームが変更されている。
SPECIALの主人公の大高はるみと思われるキャラがおり、名前は皆川晴美となっている。デモ画面では外国人を含めた全ての選手のプロフィールが紹介されるが、なぜか皆川だけ紹介されない（だが、同じSPECIALから登場している沢登真美のプロフィールには「皆川と同期入門」と書かれている）。
また、PC版でフリーランスの選手としてスカウト可能だったパンサー理沙子が削除されているため、初期状態でキャプチュードを習得している選手がいない。
ゲームとしてのPC版3との相違点は、他団体所属の選手引き抜きが若干難しくなっている、試合展開のバランスの微妙な変更などがある。
団体経営モードはプレイ期間を1〜5年から設定し、規定の年数が終了した時に団体評価でトップを取るのが目的。PC版と違いIWWFと契約する為の条件はない。1〜3人までプレイ可能で、プレイヤー団体と合わせて4団体になるようにCPU団体を選ぶ。PC版のライバル団体は新日本女子のみだったが、本作では今までのシリーズに出てきた団体のJWI、WARS、太平洋女子などを含む7団体が追加され、それぞれ初期所属選手数や活動地域、初期APが違う（初期所属選手がいない団体もある）。難易度を初級、中級、上級から選び、難易度が高いほど初期APが少なくなる。どの団体のシンボルマークを選ぶかでBGMと団体名を入力しなかった場合に入るデフォルト団体名が変化する。ライバル団体に所属している選手の団体を選ばない場合その選手は無所属となるが、新女を選ばなかった場合は祐希子は最初からアジアベルトを所持しており、ゲーム開始直後に祐希子をスカウトするだけで序盤から無条件でベルトが手に入ってしまう。また、新女が存在しないとExタッグリーグが開催されない。
原作であるレッスルエンジェルス3にあった技の使用条件が場外限定以外無くなっている。またギロチンドロップが極端に決まりやすく（通称ギロチンバグ）、初期状態でこれらの技を持つ一部キャラクターがパラメータの数値以上に強い。また、タッグマッチ時に特定の関節技のカットに失敗した際、通常の数倍のダメージが発生するバグも存在する。
各キャラクターの原画をイラストレーター、漫画家などが手がけている。だが、桐嶋たけるが手がけたパッケージイラストを除けばマニュアルにも関連イラストは数枚のバストアップの絵以外は載っておらず、ゲーム本編でも桐嶋の絵を元にしたタイトルデモを除けば、スカウトシーンや各キャラの顔グラフィックも小さく、前述の通り写真集も廃止されている為、せっかくの売りを生かしているとは言いがたい。
- 参加イラストレーター（スタッフロールでの表示順）
  - 西野司
  - 内野文吾
  - 桐嶋たける - パッケージイラストも担当
  - せたのりやす
  - 山下いくと
  - 松永直己 - 本シリーズのPC版からのオリジナルスタッフ
  - うるし原智志
  - つのだたつき

## レッスルエンジェルス DOUBLE IMPACT
1995年5月19日にNECホームエレクトロニクスからPCエンジン SUPER CD-ROM2（アーケードカード対応）用に発売された。2の移植の「新人デビュー編」、3の移植の「団体経営編」、「エキシビジョンマッチ」の3つのモードがある。新人デビュー編のイベントシーン、各シリーズ最終戦の対戦相手との会話、団体経営編のスカウトシーン等に声優の声が入っている。団体名はあらかじめ用意されている32種類の中から選ぶ形式になっており、任意の団体名をつけることが出来ない。SFC版同様、一部選手のリングネームに変更がある。試合中のレフリーの声、ゴングの音、試合後の歓声が取り込み音声になっている。各選手には投げ、間接、打撃、飛びなどの能力値のパラメーターがあり試合後に貰えるポイントを振り分けながら選手たちを育てるシミュレーションゲームとなっているが試合はすべて"カードバトル"で行われる。

## レッスルエンジェルス SURVIVOR
2006年8月24日にサクセスより発売されたPlayStation 2用の団体経営SLG。
メインのキャラクターデザインは、同社の『アカイイト』のキャラクターデザインを手がけたHal、サブデザイナーは、さかなやえみ、wide2、YOUJIが担当。技シーンの原画・監修は女子プロレスをテーマとしたコミック『遥かなるリング』の中村慶吾がつとめている。また、シリーズ作品のメインスタッフであった松永直己も、ゲストデザイナーならびに監修担当として参加している。その他のゲストデザイナーは、狐1、鳴瀬ひろふみ、村上水軍、八宝備仁。
基本的な時代設定や登場選手等は3を元にしており、今までのシリーズからは約40名、本作で新規追加された約70名の選手が登場する。「2Pキャラ」と呼ばれるバージョン違いのキャラを含めた200名を超える選手全てに声が充てられており、出演声優は50名以上。国内選手のキャストは主役級の声優を集めている事が売りの一つとなっている。また、海外選手は比較的マイナーな声優が演じている。イベントシーン以外にも、試合中にダメージを受けた時などにもボイスが流れるようになっている。
育成システムが変更になり、従来のような自由なパラメータ育成ではなく「個性を伸ばす」「弱点を克服する」等の、大まかな方針を決める形式になった。技の取得、必殺技変更等は従来通り、自由に指定可能。 
ゲームプレイ年数は1～99年まで設定可能になり、選手の年齢の上昇による能力値の衰えや引退イベント等が起こるようになった。
3をベースとしているためか、ストーリーモードはない。
選手ごとに固有の才能限界が設定されており、従来のように、どの選手でも根気良く鍛えれば団体のトップになれる訳ではなくなっている。能力値の減衰は年齢に影響されるため、登場時から年齢が高く能力値が低い選手は絶望的である。
選手の引退は選手が自発的に引退を決意しなければ発生せず、同時に登場できる選手の人数が決まっているため、新人が登場できずに世代交代をさせにくい。また、引退した選手は年数を進めると新人として登場する。
2008年2月14日にGood Price版（廉価版）が発売された。

### レッスルエンジェルス SURVIVOR 2
PlayStation 2で2008年11月6日発売。当初、2007年7月27日にサクセスの公式サイトで『レッスルエンジェルス SURVIVOR』の続編として発表されたが、後にトライファースト（ユークスグループ）に権利譲渡された。
公式サイトで募集されたアンケートの結果を元に、ユーザーの要望を取り入れて多数のシステムの改良・追加・バランス調整がなされた。才能限界の緩和、登場時の年齢にかかわらず登場から年数経過での能力減衰、引退勧告の追加など、前作で挙げられていた欠点もほぼ改善しているため、育成の難易度は前作と比べ易しくなっている。前作同様ストーリーモードはないため、続編というよりもバージョンアップ版と言う方が近い。
国内レスラーのメインイラストレーターは前作に引き続いてHalが担当している（結城千種は「愛」と同じくHalのデザインに変更）。外国人レスラーのメインイラストレーターは『式神の城III』のキャラクターデザイン等を手がけている末次誉亮に変更。ゲストデザイナーは前作にも参加していた狐1、さかなやえみ、鳴瀬ひろふみ等は続投。本作では新たに泉まひる（同時期にグリーンウッドを退社し、フリーランスに転向）、菊池政治、久水あるた、マイコーF91、ふじもとさとる等のプロ作家に加え、雑誌「電撃PlayStation」の新レスラー募集企画で採用された読者の、ふうた、七裏が参加（この両名はデザインだけでなく作画も担当している）。
新キャラクターとして、ふうたがデザインした「AGEHA」、七裏がデザインした「楠木悠里」、末次誉亮がデザインした日本人レスラー「十六夜美響」、ユーザーの投票により復活が決定した旧シリーズのキャラクター「ジャニス・クレア」「バニー・ボンバー」「リリィ・スナイパー」、同じく特別枠で復活した「コリィ・スナイパー」、後述の「レッスルエンジェルス愛」ストーリーアプリに登場する主人公達が新たに追加され、その他にも既存のデザイナーによってデザインされた新キャラが若干名追加された。基本的に前作に登場した主なキャラは本作でも登場しているが、前作のゲストデザイナーが担当したキャラを中心に数人削られている。また、一部のキャラクターは声優が変更された。
必殺技の威力が関節技のみ反映されないバグがある為、関節技を得意とするキャラが不遇な扱いになるゲームバランスとなってしまっている。他にも育成コマンドの経験値配分エラーなど、ゲームバランスに影響を与えるバグが複数指摘されている。この件に関して2009年3月時点でメーカーサイドの公式な発表は無く、また、2014年現在でトライファーストは解散した為、実質的にシリーズ最終作となる。メーカー解散の影響で生産数が少なく、廉価版も出ていない為に中古価格が高騰している。

## レッスルエンジェルス夢（仮）
2006年9月にサクセスが発行しているメルマガの第20号で、オンライン対応のPC版が企画中と発表された。あくまで企画段階であり、正式発表されている訳ではない。現在はユーザーからのアイデアも募集している（ここのみメルマガ読者でなくとも送信可能）。

## レッスルエンジェルス愛
サクセスより2007年1月からサービス開始されたiモード対応の携帯電話用アプリケーションで、女子プロレスラー収集、育成を目的としたゲームである。メインアプリではバーコードやQRコードを読み込んで選手を入手して育成する。毎月更新される、愛オリジナルキャラクターを主人公としたストーリーアプリをクリアすると、その話の主人公をメインアプリで使用することができるようになる。また、ストーリーアプリでは、基本的にストーリーのなかったサバイバーに登場したキャラクターとの関連付けやストーリー付けがされている。
汎用TRPG『ガープス』の、女子プロレスを題材にしたサプリメント『リング☆ドリーム』で知られる泥士朗がサバイバーから開発スタッフとして参加している事から、同ゲームのリプレイ、小説で人気を博したソニックキャット、ディアナ・ライアルなどのレスラーがストーリアプリの主人公として登場し、メインアプリでも使用可能である。
結城千種のデザイナーがHalに変更され、髪型もサバイバー1のロングヘアーから過去作のイメージに近いセミロングに変更になった。それに伴い、サバイバーに於けるタートルネックビキニスタイルのリングコスチュームから、セーラー服スタイルのリングコスチューム（イメージは海兵隊員）に変更し、サバイバー2に引き継いだ。
2008年1月より、コンテンツの製作がサクセスから、運営を担当しているサクセスネットワークスへ移管され、2008年4月25日付けでPC版サイトも移設された。2008年6月現在、のところ、PC版旧サイトも残されている。なお、全てのコンテンツが移設されている訳ではなく、旧サイトでしか見られないコンテンツも存在する。
現在FOMA90Xシリーズおよび703以降の70Xシリーズに一部機種を除いてほぼ対応している。
また、スタッフが趣味でNScripterを使用して作成した、ストーリー部分をWindows用に移植したものが体験版として公開されている。試合は出来ないが、ストーリーは最後まで収録されている。2008年6月時点、4話と6話が公開されている。
2013年11月にサービス終了。

## メディアミックス作品

### 小説

#### レッスルエンジェルス
執筆：うめ吉、挿絵：松永直己
コアマガジンよりメガヴィーナス・ノベルズとして1995年08月発売。ISBN 978-4877340209
レッスルエンジェルス、V1、美少女列伝などの時代を登場キャラクターの一人である菊池理宇を主人公にして描いた小説。

#### レッスルエンジェルス サバイバー2 短編集
執筆：水野隆志、挿絵：蒼月しのぶ、カズマサ、ひぐちいさみ
ハーヴェスト出版よりみのり文庫として2009年7月15日発売。ISBN 4-434-13304-7
五編からなる短編集。試合シーンでは現実離れした技が繰り出され、超人レスリングのような描写となっている。

### 漫画

#### ゲームコミックコレクション
1993年にメディアックスから発売されたA5判単行本形式のゲームコミックアンソロジー。Vol.1とVol.3に反事象桂林原作、松永直巳作画でそれぞれ読みきりとして掲載された。
ゲーム制作スタッフに原作はおろか作画まで発注されたのは、マンガをオフィシャルなものとして成立させるという意図が編集サイドにあった為である。なおVol.2に掲載されていないのは反事象、松永両氏のスケジュールの関係。
Vol.1掲載分ではマイティ祐希子vs斉藤彰子、Vol.3掲載分ではキューティー金井vsデスピナ・リブレが描かれた。
- Vol.1 ISBN 978-4896132113、Vol.3 ISBN 978-4896132182

#### レッスルエンジェルス
作画：江口賢一
徳間書店よりSCコミックスとして1995年10月発売。ISBN 4-19-830102-6
新日本女子プロレスを舞台とし、マイティ祐希子、ボンバー来島、ビューティ市ヶ谷を中心に、小嶋聡美と斎藤彰子、WARSのサンダー龍子、小川ひかるの殴りこみ、海外遠征などのストーリーが展開する。

#### レッスルエンジェルスサバイバー アンソロジーコミック
エンターブレインからマジキューコミックスとして2007年7月25日に発売。
- (1)  ISBN 978-4757736542

### CD

#### NECアベニュー
ドラマCD『レッスルエンジェルス オリジナル・ファイティング・ストーリー』が、 1995年7月21日にNECアベニューから発売された。発売はPCエンジン版とほぼ同時期で、同じNEC系列のメーカーから発売されているが、キャストは市ヶ谷と社長を除いて異なる。ジャケットには菊地理宇、ブレード上原、サンダー龍子、大高はるみ、ジャニス・クレアらのイラストがあるが、本編には出てこない。

##### キャスト
- 武藤めぐみ - 氷上恭子
- 結城千種 - 池澤春菜
- マイティ祐希子 - 笠原留美
- ボンバー来島 - 津村まこと
- ビューティー市ヶ谷 - 新山志保
- 越後しのぶ - 豊嶋真千子（歌詞カードでは「豊島真千子」と表記。誤植の可能性が高い）
- キューティ金井 - 小野寺麻理子
- 伊集院ひかる（注：原文ママ） - 柳瀬ひろみ
- 宮本陽子 - 丹下桜
- テディキャット堀 - 小野綾子
- ザ関取 - 吉田愛理
- アナウンサー - 吉水孝宏
- 堀 社長 - 堀秀行

#### ムービック
アニメイトCDコレクション3 「レッスルエンジェルス 新女恒例!波乱必至の大忘年会 IN 下呂温泉」として、1996年3月10日にムービックより発売されたドラマCD。書籍扱い。ISBN 978-4896012071
オリジナルストーリー。プロレスシーンは冒頭だけで、ほとんどが「3」に出てくるキャラクター設定を元にしたギャグ・パロディとなっている。

##### キャスト
- マイティ祐希子 - 三石琴乃
- ビューティー市ヶ谷 - 高田由美
- 武藤めぐみ - 宮村優子
- 結城千種 - 荒木香恵
- 菊池理宇 - 白鳥由里
- パンサー理沙子 - 篠原恵美
- ボンバー来島 - 渡辺久美子
- キューティー金井 - 西原久美子
- 南利美 - 平松晶子
- ファウルチップ服沢 - 太田真一郎

### 攻略本・ムック
スーパーファミコン必勝法スペシャル SUPERレッスルエンジェルス
勁文社より1994年12月発売。ISBN 978-4766921311
愛蔵版 レッスルエンジェルスの世界
オデュッセウスより1995年2月発売。PCエンジェル1995年2月号増刊。スーパーレッスルエンジェルスとPC版の紹介＆攻略。表紙はスーパーレッスルエンジェルスのパッケージイラスト。
レッスルエンジェルスサバイバー ザ・コンプリートガイド
メディアワークスより2006年9月発売。ISBN 978-4840236188
レッスルエンジェルスサバイバー キャラクターファンブック
エンターブレインより2007年3月発売。ISBN 978-4757734449
キャラ紹介やサイドストーリーなどを収録。過去に公式サイトで配布されていた壁紙、写真集やバカンスのイベントシーンの絵を使用した壁紙、Windows用の時計、スクリーンセイバー、アイコン、ゲーム未収録の告白ボイスなどが収録されたCD-ROM付き。
レッスルエンジェルス サバイバー2 ザ・コンプリートガイド
アスキー・メディアワークスより2008年12月5日発売。ISBN 978-4048674881